# Salem Eid Yaqoob
Salem Eid Yaqoob Yaqoob (arabisch يعقوب سالم عيد يعقوب; * 1. März 1996) ist ein bahrainischer Leichtathlet nigerianischer Herkunft, der sich auf den Sprint spezialisiert hat.

## Sportliche Laufbahn
Erstmals bei einer internationalen Meisterschaft trat Salem Eid Yaqoob bei den Arabischen Meisterschaften 2015 in Manama in Erscheinung. Dort wurde er im 100-Meter-Lauf Sechster und gewann über 200 Meter in 20,82 s die Bronzemedaille. Anschließend gelangte er bei den Militärweltspielen im südkoreanischen Mungyeong auf Rang acht über 100 Meter und gelangte im 200-Meter-Lauf bis in das Halbfinale. Im Jahr darauf qualifizierte er sich für die Olympischen Spiele in Rio de Janeiro, bei denen er mit neuem Landesrekord von 20,19 s in das Halbfinale gelangte und dort mit 20,43 s ausschied. 2017 gewann er bei den Islamic Solidarity Games in Baku Silber über 200 Meter und Gold mit der bahrainischen 4-mal-100-Meter-Staffel. Zudem wurde er mit der 4-mal-400-Meter-Staffel in 3:11,11 min Vierter. Mit seinen Leistungen qualifizierte er sich auch für die Weltmeisterschaften in London, bei denen er über 200 Meter mit 20,84 s in der ersten Runde ausschied.
2018 nahm er erstmals an den Asienspielen in Jakarta teil und gewann dort in 20,55 s die Bronzemedaille hinter dem Japaner Yūki Koike und dem Taiwaner Yang Chun-han. Im Jahr darauf gewann er mit der Staffel die Silbermedaille bei den Arabischen Meisterschaften in Kairo und belegte über 200 Meter Rang vier. Kurz darauf gewann er bei den Asienmeisterschaften in Doha in 20,84 s die Bronzemedaille hinter dem Chinesen Xie Zhenye und dem Japaner Koike. Im Oktober wurde er bei den Militärweltspielen in Wuhan im Finale über 200 Meter disqualifiziert und kam mit der 4-mal-100-Meter-Staffel im Vorlauf nicht ins Ziel und siegte in 3:06,20 min in der 4-mal-400-Meter-Staffel. 2022 belegte er bei den Islamic Solidarity Games in Konya in 21,17 s den achten Platz über 200 Meter und gewann mit der 4-mal-100-Meter-Staffel in 39,01 s die Silbermedaille hinter dem Team aus der Türkei.

## Persönliche Bestzeiten
- 100 Meter: 10,36 s (+1,2 m/s), 25. April 2017 in Doha
- 200 Meter: 20,19 s (+0,3 m/s), 16. August 2016 in Rio de Janeiro (bahrainischer Rekord)